# Bangor, Old Town and Milford Railroad
| \| \| \| \| \| \| \| Anschluss zum Hafen \| \| \| \| Bangor ME \| \| \| \| Hogtown ME \| \| \| \| Upper Stillwater ME \| \| \| \| Old Town ME \| \| \| \| nach Greenville \| \| \| \| Penobscot River \| \| \| \| von Bangor (E&NA) \| \| \| \| Milford ME \| \| \| \| nach Vanceboro \| |  |                     |                     |
| |  |                     |                     |
| Strecke (außer Betrieb) |  | Anschluss zum Hafen | Anschluss zum Hafen |
| Bahnhof (Strecke außer Betrieb) |  | Bangor ME           | Bangor ME           |
| Haltepunkt / Haltestelle (Strecke außer Betrieb) |  | Hogtown ME          | Hogtown ME          |
| Bahnhof (Strecke außer Betrieb) |  | Upper Stillwater ME | Upper Stillwater ME |
| Bahnhof (Strecke außer Betrieb) |  | Old Town ME         | Old Town ME         |
| Kreuzung (Strecken außer Betrieb) |  | nach Greenville     | nach Greenville     |
| Brücke über Wasserlauf (Strecke außer Betrieb) |  | Penobscot River     | Penobscot River     |
| Abzweig ehemals geradeaus und von rechts |  | von Bangor (E&NA)   | von Bangor (E&NA)   |
| Dienststation / Betriebs- oder Güterbahnhof |  | Milford ME          | Milford ME          |
| Strecke |  | nach Vanceboro      | nach Vanceboro      |

Die Bangor, Old Town and Milford Railroad (BOT&M) ist eine ehemalige Eisenbahngesellschaft in Maine (Vereinigte Staaten). Sie bestand als eigenständige Gesellschaft von 1832 bis 1869.

## Geschichte

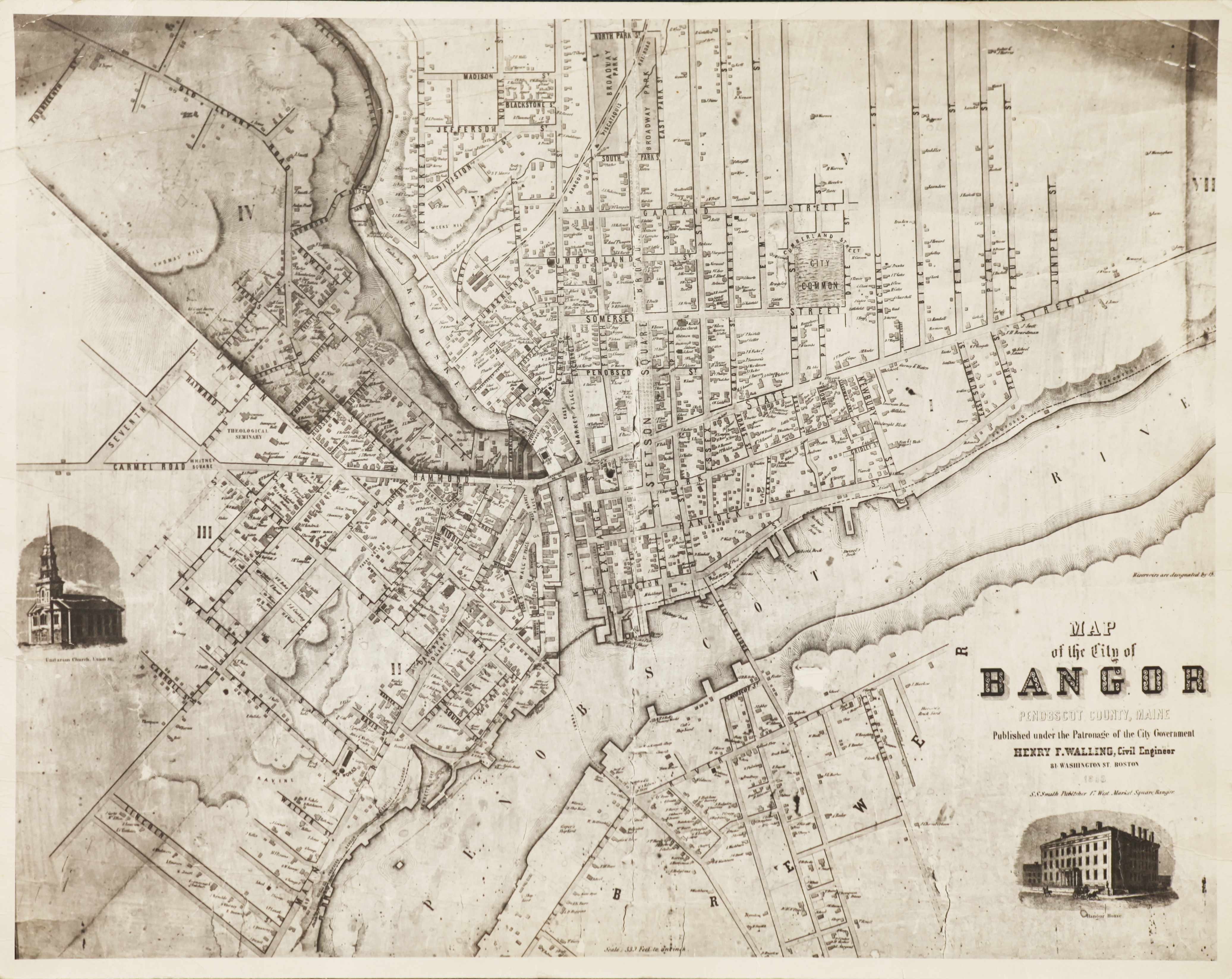
Bangor & Piscataquis auf einem alten Stadtplan der Stadt Bangor

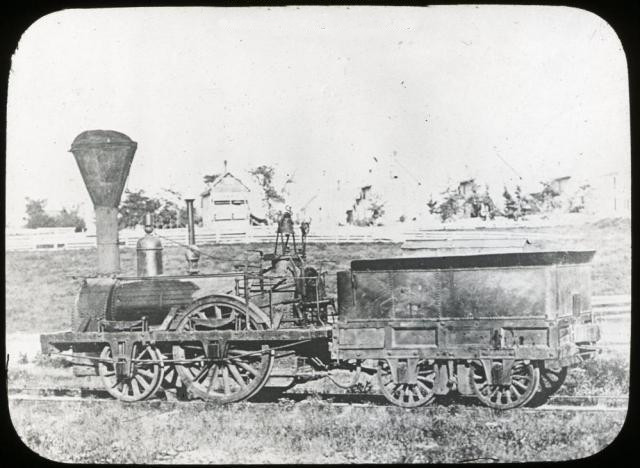
Pioneer, eine der ersten beiden Lokomotiven der Bangor and Piscataquis Canal and Rail Road Co.

Die Gesellschaft wurde bereits am 8. März 1832 als Bangor and Piscataquis Canal and Railroad Co. gegründet. Sie beantragte die Konzession zum Bau und Betrieb einer Eisenbahn von Bangor nach Old Town über Stillwater, sowie später einer Verlängerungsstrecke nach Milford, die den Penobscot River überqueren sollte. Der Bau begann 1835. Die Eröffnung der eingleisigen normalspurigen Strecke erfolgte am 6. November 1836 bis Old Town (22,5 km). Diese Strecke war die erste und bis 1842 einzige lokomotivbetriebene Eisenbahn im Bundesstaat Maine. Der Abschnitt vom Endbahnhof in Bangor bis zum Hafen lag im Straßenplanum und wurde als Pferdebahn betrieben. Die Personenzüge befuhren diesen Abschnitt nicht. Etwa 1848 wurde die Hafenbahn stillgelegt.
Am 2. August 1847 wurde die Bangor and Orono Railroad als Konkurrenzunternehmen gegründet und 1850 in Penobscot Railroad umbenannt. Diese erhielt am 21. August 1850 die Konzession zum Bau einer Eisenbahn von Bangor nach Old Town. Aus finanziellen Gründen wurden jedoch nur Arbeiten zur Streckenvorbereitung ausgeführt.
Die Gesellschaft wurde 1854 an General Samuel Veazie verkauft und am 14. März 1855 in Bangor, Old Town and Milford Railroad umgegründet. Haupttransportgut waren, neben Passagieren, Holz und Öl. Der neue Eigentümer finanzierte die Erneuerung der Gleisanlagen sowie die 2,4 Kilometer lange Streckenverlängerung über den Penobscot River nach Milford, die noch 1855 in Betrieb ging. Nach ihrem Eigentümer trug die Bahn im Volksmund auch den Namen Veazie Railroad.
Die European and North American Railway (E&NA) plante, eine Strecke in 1676 mm Spurweite von Bangor nach Halifax zu bauen, die durch das Tal des Penobscot River führen sollte. Sie übernahm daher 1863 die Penobscot Railroad inklusive ihrer Konzession und der angefangenen Strecke und baute diese bis zum Frühjahr 1869 fertig. Nachdem Veazie 1868 gestorben war, konnte die E&NA die BOT&M günstig erwerben. Da sowohl in Milford als auch in Bangor am Hafen einige Teile der Trasse für die eigene Strecke verwendet werden sollten, stellte man den Verkehr 1869 ein und baute die Strecke bis Juni 1870 komplett ab. Da Stillwater nun keine Eisenbahnverbindung mehr hatte, baute die E&NA 1871 einen Zweig von Orono dorthin, der jedoch nur dem Güterverkehr diente.
Noch heute ist ein Teil der Trasse sichtbar, da sie teilweise zu einem Rad- und Wanderweg umfunktioniert wurde.

## Personenverkehr
Der Fahrplan von 1867 sah drei tägliche Zugpaare vor, die zwischen Bangor und Milford verkehrten. Der Fahrpreis betrug 40 Cent.

## Anhang